# Willi Birn

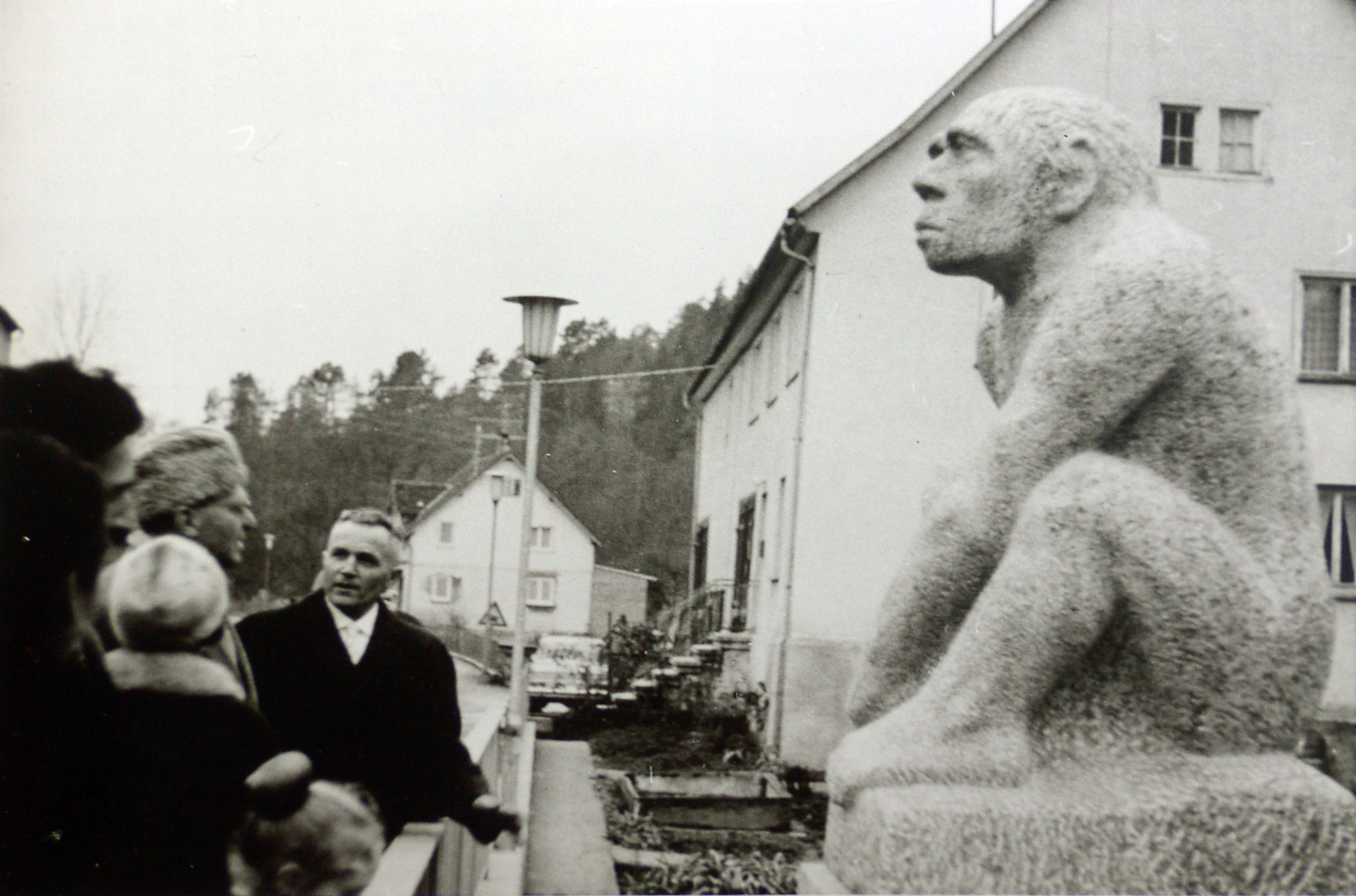
Veringenstadt: Aufstellung Neandertaler-Denkmal am 31. Dezember 1965: Regierungspräsident Willi Birn (2. v. re.) und Bürgermeister Stefan Fink (re). Entwurf: Adolf Rieth, Tübingen. Bildhauer: Eduard Raach, Eningen. Material: Muschelkalk

Willi Karl Birn (* 2. Juni 1907 in Stuttgart; † 20. September 2000 in Tübingen) war ein deutscher Verwaltungsfachangestellter, Jurist und Regierungspräsident von Südwürttemberg-Hohenzollern.

## Leben
Willi K. Birn wurde 1907 als Sohn des Versicherungsangestellten Franz Birn in Stuttgart geboren. Nach dem Abitur 1931 am Dillmann-Realgymnasium in Stuttgart, dem Besuch der Staatlichen Verwaltungsschule in Stuttgart und einer Ausbildung zum Verwaltungsfachangestellten studierte Willi Birn in Tübingen, München und Berlin Rechtswissenschaften. Von 1934 bis 1938 war er Gerichtsreferendar und von 1938 bis 1939 juristischer Hilfsarbeiter bei der Württembergischen Landeskreditanstalt in Stuttgart. 1938 hatte er Ruth Kolb geheiratet. Von 1939 bis 1945 war Birn als juristischer Hilfsarbeiter und Prokurist der Deutschen Zentralgenossenschaftskasse in Berlin tätig.
Nach dem Zweiten Weltkrieg arbeitete er für einige Zeit im Büro für Heimatdienst, das als Nachfolgeeinrichtung der früheren Reichszentrale für Heimatdienst im Staatsministerium Württemberg-Baden eingegliedert wurde. Von 1947 bis 1951 war er als Regierungsrat bei der Württemberg-Badischen Landesbeamtenstelle in Stuttgart, 1951 wurde er dort Oberregierungsrat und war bis 1958 Ministerialrat der Staatskanzlei.
Willi Birn war 1954 Co-Autor von Die Verfassung des Landes Baden-Württemberg, das damals nach Gründung des Landes Baden-Württemberg Standardwerk für die Interpretation der Verfassung des Landes Baden-Württemberg war.
Ab 1958 war Willi Birn 14 Jahre lang bis 1972 Regierungspräsident von Südwürttemberg-Hohenzollern mit Amtssitz in Tübingen. Ab 1973 war er Honorarprofessor der Universität Tübingen.
Noch als Regierungspräsident wurde Willi Birn 1969 zum Vorsitzenden des Schwäbischen Heimatbundes der Aktionsgemeinschaft Natur- und Umweltschutz Baden-Württemberg gewählt, dessen Vereinsziele Naturschutz, Landeskultur und Denkmalpflege ihm besonders am Herzen lagen. 15 Jahre lang, bis 1984, widmete er sich diesem Ehrenamt. Den Abschluss seiner Zeit als Vorsitzender bildete im Frühjahr 1984 die Feier zum 75-jährigen Bestehen des Heimatbundes im Neuen Schloss in Stuttgart. Danach verzichtete er auf eine Wiederwahl und wurde von den Mitgliedern zum ersten Ehrenvorsitzenden des Heimatbundes gewählt. Von 1976 bis 1983 war er Vorsitzender des Dachverbandes Landesnaturschutzverband Baden-Württemberg. Birn war zudem Vorsitzender der bei der Württembergischen Hypothekenbank errichteten Stiftung zur Förderung der geistigen und künstlerischen Arbeit.
Im Jahr 1975 unterstützten er und seine Frau Rut die ehemalige Landgerichtsdirektorin Hedwig Maier beim Bau des Professor-Rebel-Hauses, eines Studentenwohnheims im Studentendorf Waldhäuser Ost in Tübingen. Dieses hat insgesamt 59 Wohnungen insbesondere für studierende Paare mit Kindern. Die Grundlage für die Finanzierung bildete das Vermächtnis des ehemaligen Direktors der Zahnklinik Tübingen, Hans Rebel und seiner Frau Doris.
Willi Birn war katholisch, hatte vier Kinder (Uta Helmuth, Linde-Dorothee und Bettina) und wurde auf dem Tübinger Bergfriedhof beerdigt.

## Veröffentlichung (Kommentar)
- mit Rudolf Spreng und Paul Feuchte: Die Verfassung des Landes Baden-Württemberg. Stuttgart/Köln 1954.

## Ehrungen
- 1973: Großes Verdienstkreuz der Bundesrepublik Deutschland[5]
- 1978 wurde ihm Verdienste um Natur und Mensch vom Bund für Naturschutz in Oberschwaben e.V. die Felix-von-Hornstein-Medaille verliehen.
- 1980 erhielt er die Verdienstmedaille des Landes Baden-Württemberg.